# Historische Arbeitersiedlung Kuchen

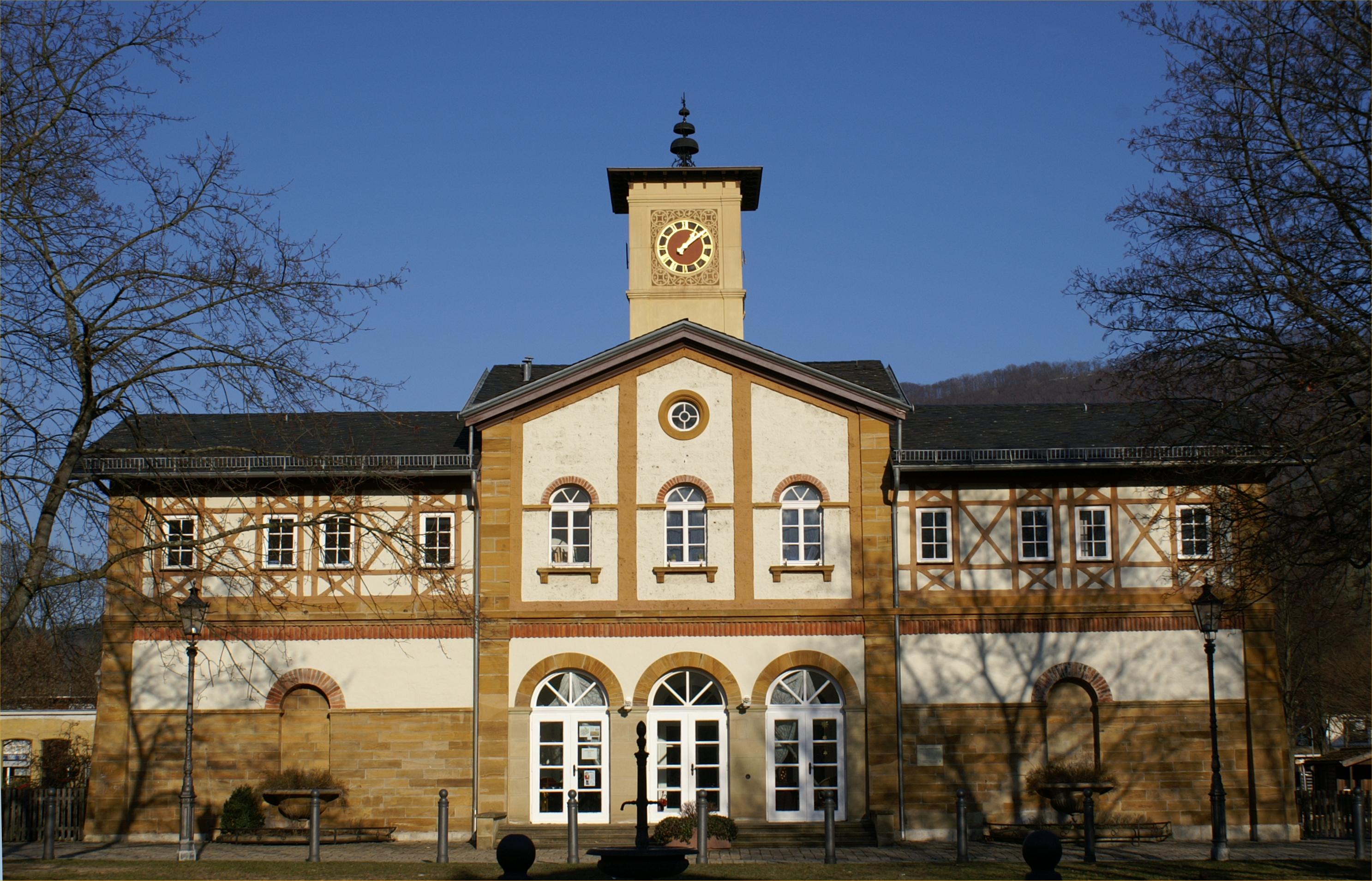
Bad- und Waschhaus (1869)

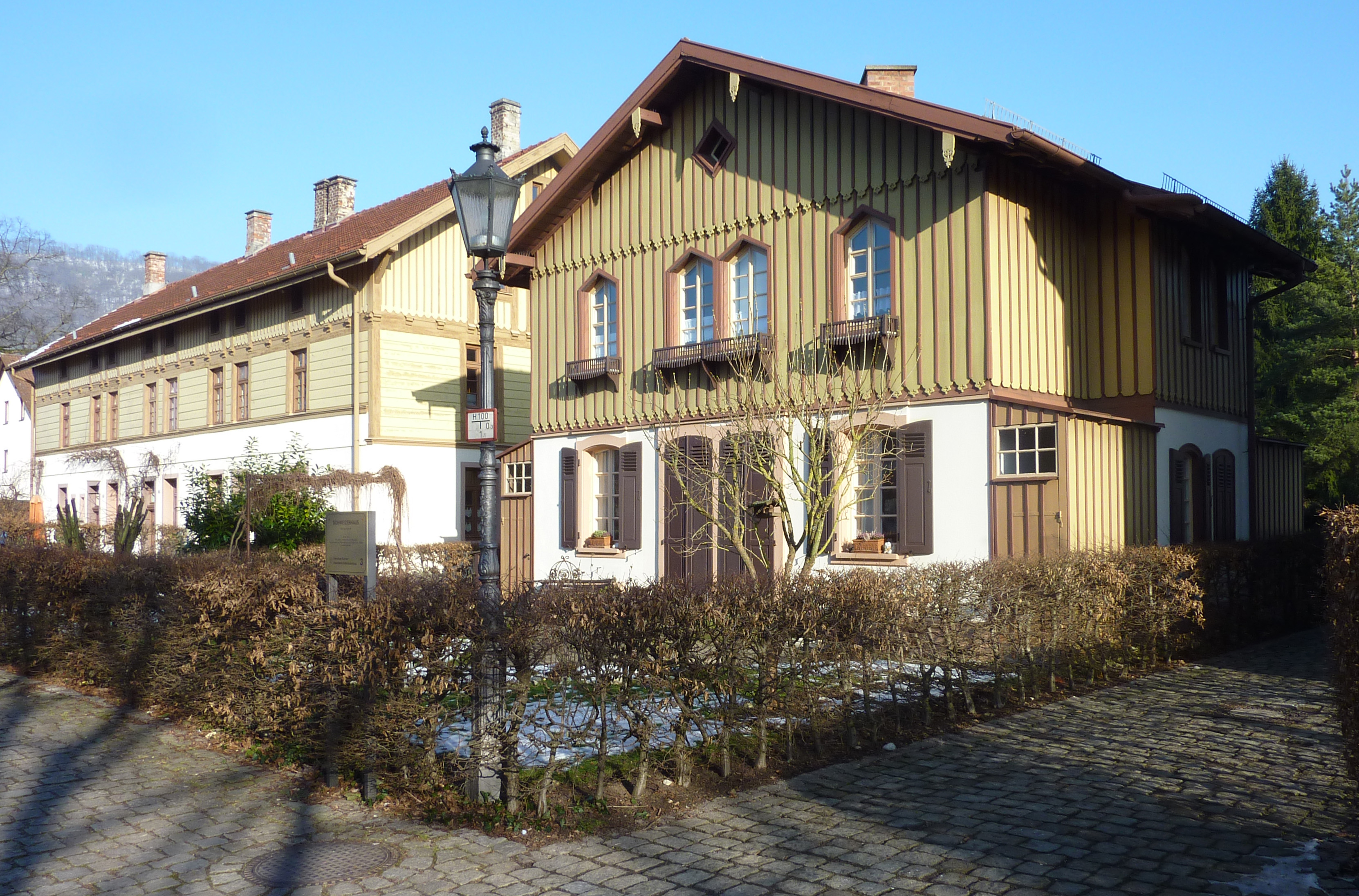
Schweizer Haus (1864) mit vier Wohnungen

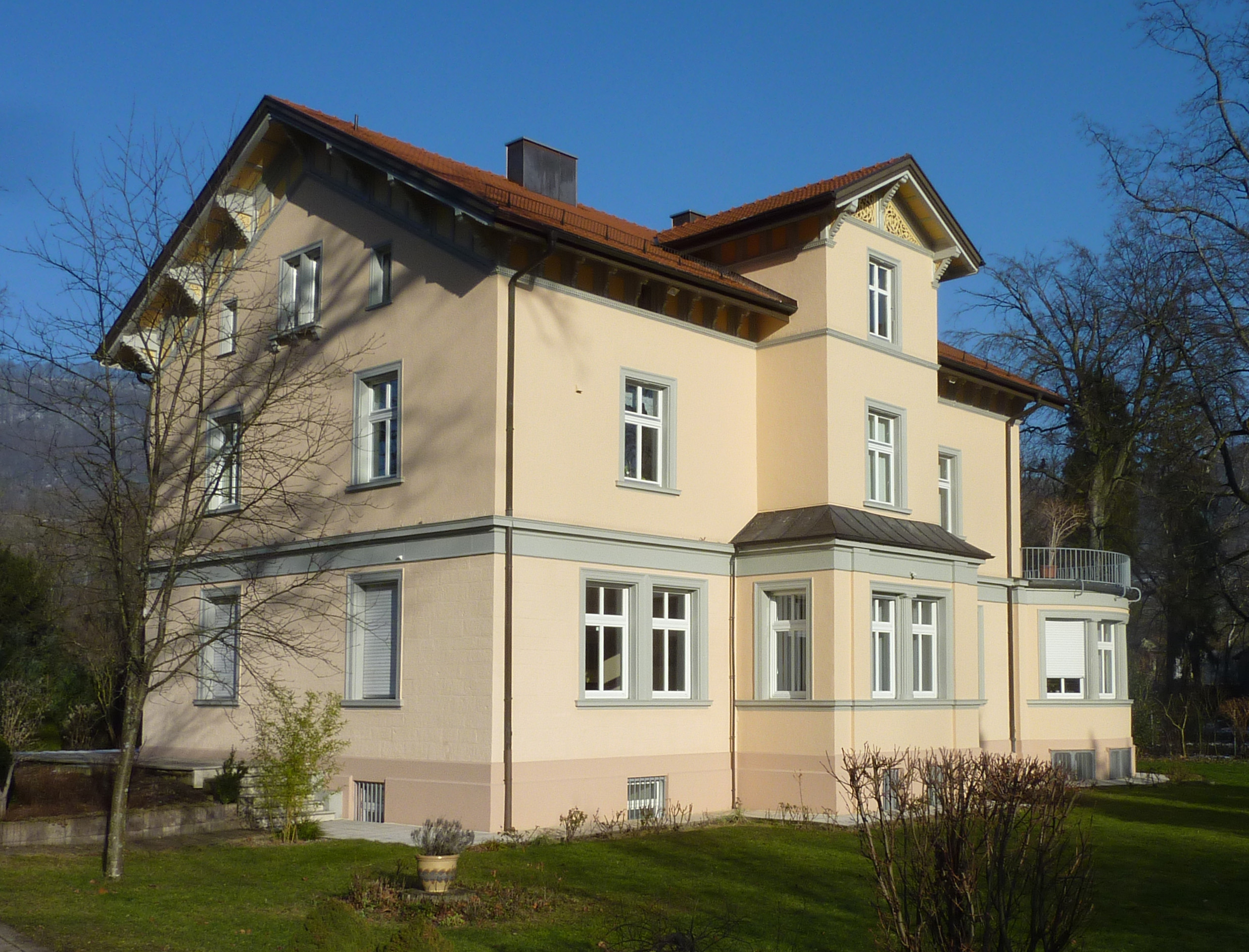
Fabrikantenvilla (1862)

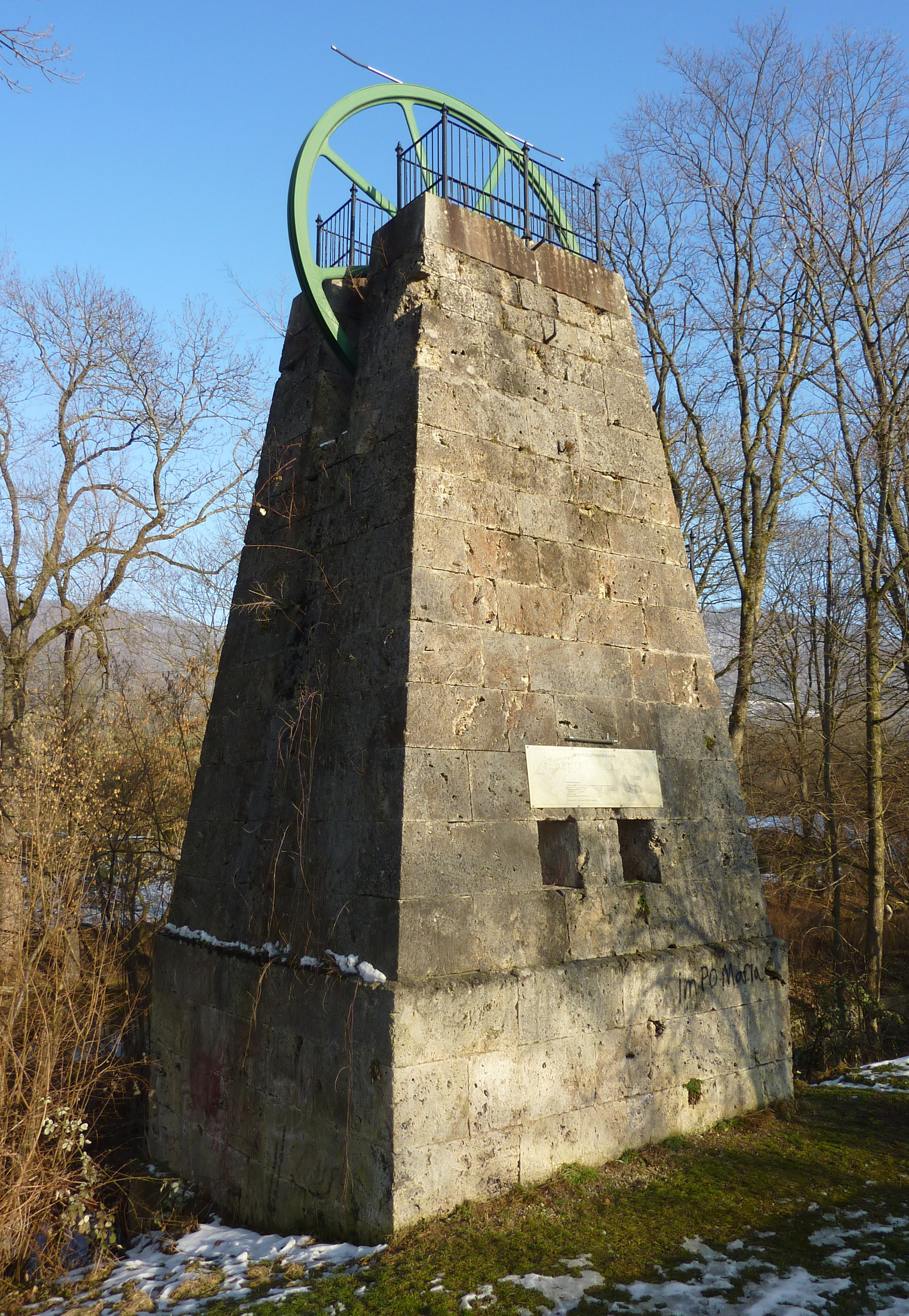
Turm der Drahtseiltransmission von einer Turbine an der Fils zur Textilfabrik (1873)

Die Historische Arbeitersiedlung Kuchen wurde vom Fabrikanten Arnold Staub in Auftrag gegeben und in den Jahren 1858 bis 1887 in Kuchen erbaut. Die Arbeitersiedlung zählt zu den interessantesten Anlagen dieser Art in Mitteleuropa.

## Geschichte
Der aus einer Schweizer Unternehmerfamilie stammende Industrielle gründete 1857/1858 an der Fils unterhalb des Dorfes Kuchen die Textilfabrik Staub & Comp. (später esbi Süddeutsche Baumwolle-Industrie AG). Sie wurde schnell zur größten Textilfabrik in Württemberg mit fast 30.000 Spindeln und über 500 Webstühlen. Zehn Jahre nach der Firmengründung waren im Bereich der Baumwollspinnerei und -weberei 800 Menschen beschäftigt, Kuchen wurde zum damaligen Zentrum der Süddeutschen Baumwollindustrie.
Sinn der Arbeitersiedlung war es, zuverlässige Arbeiter anzuziehen und auch auf Dauer zu halten. Sie war für damalige Verhältnisse mit vorbildlichen und fortschrittlichen Kultur-, Freizeit-, Versorgungs- und Gesundheitseinrichtungen ausgestattet.

## Die Anlage in der Gründungszeit
Die Arbeitersiedlung Kuchen hatte einen experimentellen Charakter, verschiedene Baustile kommen zur Geltung. Das erste Arbeiterwohngebäude mit fünf Wohnungen wurde 1858 erbaut. Vor diesem Gebäude wurden Blumen- und Gemüsegärten mit genauen Nutzungsvorschriften angelegt. In den 60er Jahren des 19. Jahrhunderts kamen weitere Gebäude hinzu, so beispielsweise das Stiegenhaus mit dem Speise- und Festsaal. Hier kamen auch erstmals wasserdampfbetriebene Aufwärmapparate zur Erwärmung des mitgebrachten Essens zum Einsatz. Das Gasthaus Staubbach wurde 1862 errichtet, ein Flügelgebäude in englischer Laubenhauskonstruktion diente ab 1864 als Mehrzweckgebäude mit Wohnräumen, Laden, Schule, Bibliothek, Kindergarten, Apotheke und Spital. Im selben Jahr wurde auch das Schweizer Haus im Schweizer Landhausstil errichtet.
1868 veröffentlichte Arnold Staub eine Beschreibung des Arbeiterquartiers, der neben Plänen beispielsweise auch die Statuten der Krankenkasse, der Sparkasse, des Musikvereins und der Feuerwehr beigegeben waren – wie auch die Fabrik-Ordnung.
- A. Staub: Beschreibung des Arbeiterquartiers und der damit zusammenhängenden Institutionen von Staub & Co in Kuchen bei Geislingen in Württemberg. Stuttgart 1868. – Digitalisat: https://mdz-nbn-resolving.de/details:bsb10687674 und https://www.digitale-sammlungen.de/view/bsb00110128

Das Prunkstück der Arbeitersiedlung, das Bad- und Waschhaus mit integriertem Schwimmbecken, Dampfbad und Waschanstalt mit Bügelzimmer kam 1869 hinzu, ein Uhrenturm ziert das Gebäude. 1886/87 wurde speziell für das von auswärts zugezogene Meister- und Aufsehpersonal ein weiteres Gebäude errichtet. Auf der Weltausstellung in Paris 1867 erhielt Arnold Staub für seine Siedlung den Großen Preis mit Goldmedaille und wurde von Kaiser Napoléon III. zum Ritter der Ehrenlegion ernannt.

## Heutige Nutzung

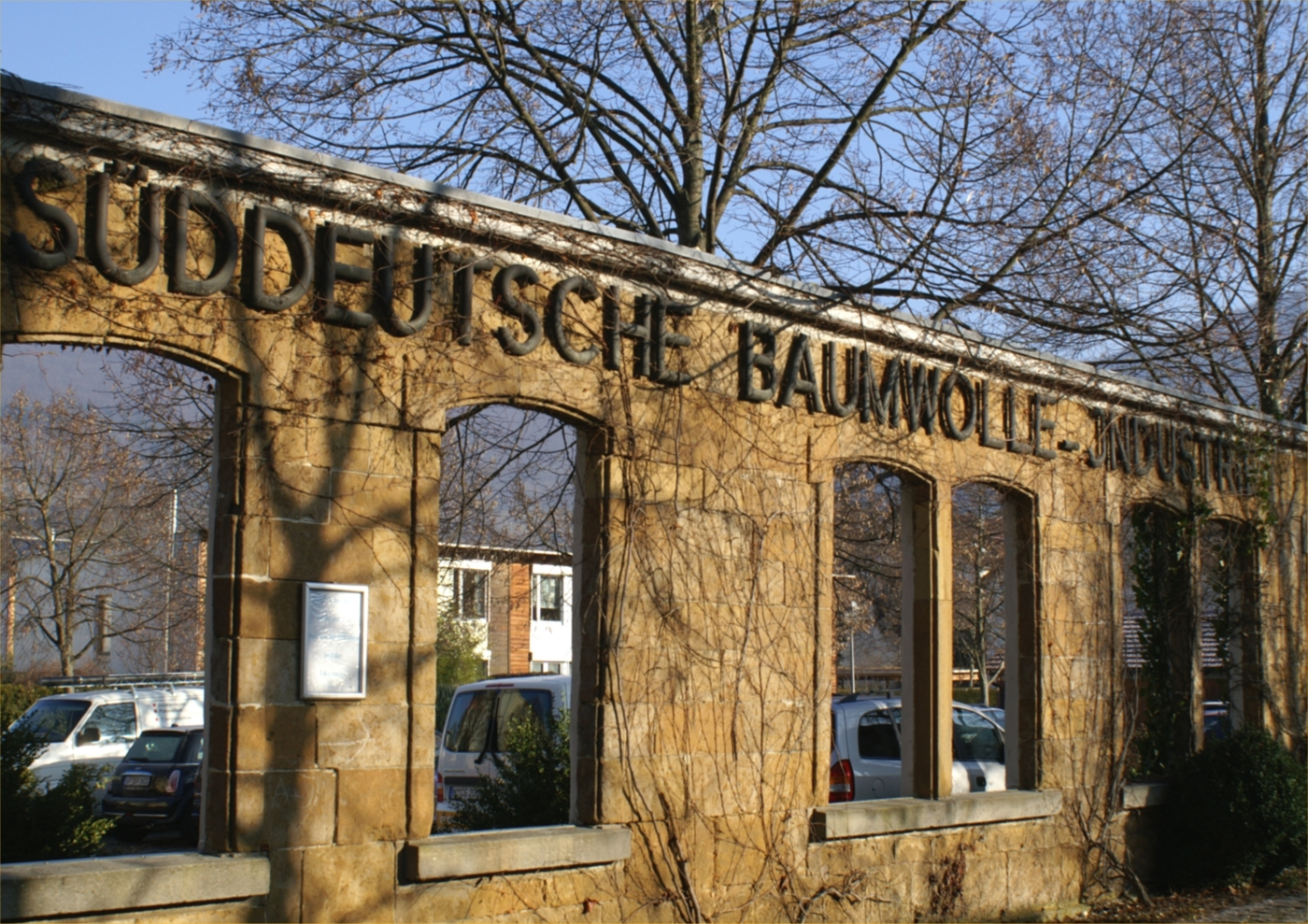
Für Besucher wurde außerhalb der Siedlung ein Parkplatz angelegt

Nach dem Konkurs der Firma Süddeutsche Baumwolle Industrie AG Kuchen (esbi) 1983 kaufte die Gemeinde Kuchen das Areal, die denkmalgeschützte Arbeitersiedlung und die dazugehörende Fabrikanlage wurde in das Landessanierungsprogramm aufgenommen. Die Gebäude wurden modernisiert, instand gesetzt und teilweise umgenutzt. Heute sind 27 moderne Wohnungen in der Anlage vorhanden, im ehemaligen Bad- und Waschhaus befindet sich ein Kindergarten. Der zentrale Platz der Anlage mit den Straßen der Arbeitersiedlung wurden neu gestaltet.
Die ehemaligen Fabrikgebäude wurden teilweise abgerissen und die Flächen mit Wohnhäusern bebaut, ein öffentlicher Parkplatz für die Historische Arbeitersiedlung wurde angelegt.